# Gasteracantha fornicata
Gasteracantha fornicata este o specie de păianjeni spinoși din familia Araneidae.  Este similar după forma cu Austracantha minax, care a fost inițial descrisă ca Gasteracantha minax. Specia a fost descrisă de Johan Christian Fabricius în 1775. Acest păianjen se întâlnește în Queensland, Australia.

## Sistematică

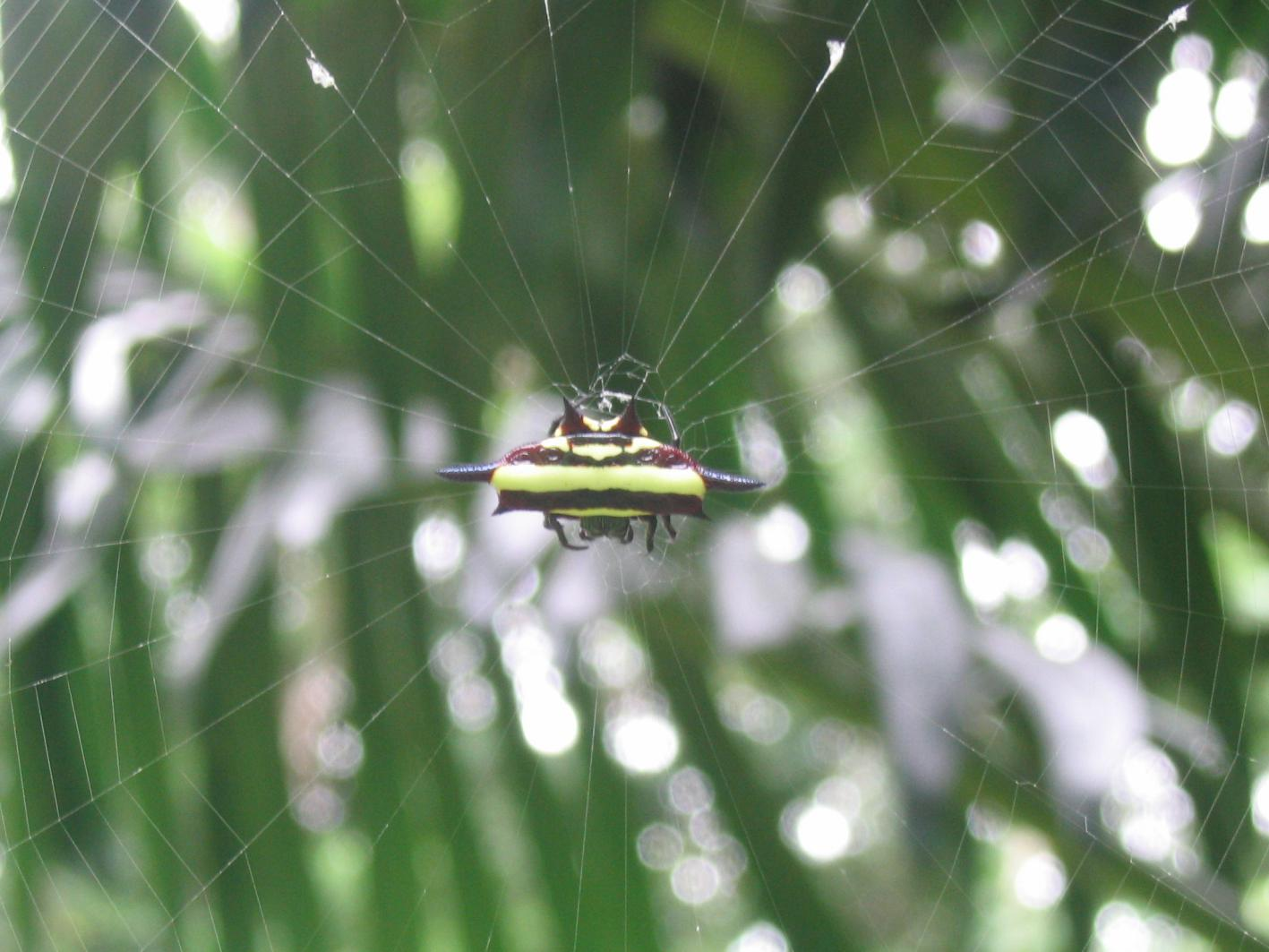
Păianjenul în centrul pânzei

Această specie este uneori identificată ca Gasteracantha vittata (L. Koch, 1871). Cu toate acestea, ulterior sa descoperit că Fabricius a descris speciile mai devreme decâtn Koch și în conformitate cu normele taxonomice, prima denumire are prioritate și este singura vaiantă care ar trebui să fie utilizată. De asemenea, există și alte specii care au fost identificate un timp cu Gasteracantha vittata, și anume Gasteracantha irradiata (de Thorell, 1859), Gasteracantha sanguinolenta (de Keyserling, 1877) și Gasteracantha transversa (ca subspecie G. vittata longicornis de Strand, 1907), complicând și mai mult problema denumirii și deosebirii speciillor.